# Uruguay aux Jeux olympiques d'été de 1932
L'Uruguay participe aux Jeux olympiques d'été de 1932 à Los Angeles, aux États-Unis. Il y remporte une médaille de bronze, se classant à la 26e place au tableau des médailles. La délégation uruguayenne compte 1 sportif (1 homme).

## Médaille
| Médaille                            | Nom               | Sport  | Compétition |
| ----------------------------------- | ----------------- | ------ | ----------- |
| Médaille de bronze, Jeux olympiques | Guillermo Douglas | Aviron | Skiff       |

## Aviron
Hommes
| Athlète           | Compétition | Séries        | Séries | Repêchage     | Repêchage | Finale        | Finale |
| Athlète           | Compétition | Temps         | Rang   | Temps         | Rang      | Temps         | Rang   |
| ----------------- | ----------- | ------------- | ------ | ------------- | --------- | ------------- | ------ |
| Guillermo Douglas | Skiff       | 7 min 45 s 00 | 2e (R) | 8 min 20 s 20 | 2e (Q)    | 8 min 13 s 60 | 3e ()  |